# Level II
Level II è il quarto album del gruppo hip hop statunitense Blackstreet, pubblicato l'11 marzo 2003 e distribuito da DreamWorks Records. Il titolo del quarto prodotto del gruppo è un riferimento al secondo album, Another Level (1996). Due dei membri originari tornano per registrare Level II.
Attorno alla fine del 1999, una disputa tra i membri fondatori Teddy Riley e Chauncey Hannibal pose fine al gruppo. Dopo lo scioglimento dei Blackstreet, i singoli presero direzioni opposte: Riley si riunì al suo precedente gruppo Guy, Hannibal intraprese la carriera da solista, mentre Eric Williams scrisse testi per altri artisti.
Anche Riley tentò la carriera solista, firmando un contratto con la Virgin Records nel 2000, tuttavia il suo album solista Black Rock non fu mai pubblicato. Riley utilizzò alcune canzoni registrate per il suo album e per l'album di Mike E. Master Plan prodotto da Riley, ma infine non pubblicato da Capitol Records, per completare l'album Level II. Il quarto prodotto dei Blackstreet fu pubblicato senza alcuna promozione, dato che la DreamWorks Records stava per essere riassorbita dalla loro precedente etichetta, la Interscope Records.

## Ricezione
A differenza degli album precedenti, le recensioni per Level II sono generalmente negative. L'album entra nella Billboard 200, arriva nella top ten delle produzioni hip hop ed entra nella chart francese, tuttavia non raggiunge nemmeno il disco d'oro (primo album del gruppo a non ricevere alcuna certificazione dalla RIAA). L'aggregatore di recensioni Metacritic gli assegna un punteggio di 59/100 e AllMusic si limita a recensire positivamente il prodotto, senza assegnare le consuete stelle.
| Recensione           | Giudizio   |
| -------------------- | ---------- |
| AllMusic             | favorevole |
| Blender              | [ 12 ]     |
| Entertainment Weekly | C+         |
| Chicago Tribune      | mista      |
| Mojo                 | [ 12 ]     |
| Vibe                 | [ 12 ]     |
| Rolling Stone        | [ 16 ]     |
| Slant Magazine       | [ 17 ]     |
| Yahoo! Music UK      | [ 18 ]     |
| Uncut                | [ 19 ]     |

## Tracce
1. Ticket to Ride (Intro) – 3:17
2. Don't Touch (featuring Mr. Cheeks) – 3:30
3. She's Hot (featuring Chyna) – 3:24
4. Deep (featuring Natural Blend & Beverly Crowder) – 4:24
5. Ooh Girl – 3:28
6. Friend of Mine (featuring Chyna) – 3:50
7. Interlude: What's the Fuss – 0:40
8. You Made Me (featuring Natural Blend) – 4:35
9. It's So Hard to Say Goodbye (featuring Charmelle Cofield) – 4:15
10. Why Why – 3:34
11. Look in the Water (featuring Mike Etheridge) – 4:49
12. Baby You're All I Want – 3:56
13. How We Do – 3:49
14. Bygones (featuring Dave Hollister) – 4:20
15. Interlude: Still Feelin' You – 2:05
16. Brown Eyes – 3:35
17. Wizzy Wow (featuring Mystikal) – 3:23

Durata totale: 60:54

## Classifiche

### Classifiche settimanali
| Classifica (2003)         | Posizione massima |
| ------------------------- | ----------------- |
| Francia                   | 136               |
| Stati Uniti               | 14                |
| US Top R&B/Hip-Hop Albums | 8                 |